# Barbula lepto-tortella
Barbula lepto-tortella là một loài rêu trong họ Pottiaceae. Loài này được Müll. Hal. mô tả khoa học đầu tiên năm 1899.